# جون وونگ-سان
 جون وونگ-سان (انگلیسی: Jun Woong-sun؛ زادهٔ ۱۴ ژوئن ۱۹۸۶) یک تنیس‌باز اهل کره جنوبی است.